# Hebius flavifrons
Hebius flavifrons (сабахський вуж) — вид змій родини полозових (Colubridae). Ендемік Калімантану.

## Поширення й екологія
Сабахські вужі мешкають на острові Калімантан, на території Індонезії, Малайзії (Сабах, Саравак) і Брунею. Вони живуть у первинних і вторинних вологих тропічних лісах, на берегах чистих струмків. Переважно зустрічаються на висоті понад 500 м над рівнем моря, на горі Кінабалу спостерігалися на висоті 1300 м над рівнем моря. Живляться жабами, жаб'ячою ікрою та пуголовками.